# Церковь Святого Георгия (Охрид)
Церковь Святого Георгия (макед. Црква „Св. Георгиј“) — церковь в византийском стиле в городе Охрид, Северная Македония.
Церковь построена в 1834 году, колокольня в 1950. Часть фресок периода [болгарского] возрождения. Неф расписан Георгием Крстевским (Охрид), алтарь — Драганом Ристеским. В конце XX века, с западной и южной сторон пристроены вестибюли. В 1984-1985 годах к южному вестибюлю пристроен баптистерий с фресками художника Ристеского .